# Élection présidentielle américaine de 1912 en Californie
L'élection présidentielle américaine de 1912 en Californie a lieu le 5 novembre 1912 comme dans les 49 autres États qui composent les États-Unis. Les électeurs californiens choisissent des grands électeurs pour les représenter dans le collège électoral à travers un vote populaire. La Californie dispose en 1912 de 13 grands électeurs. L'État donne 11 de ses grands électeurs au candidat du Parti républicain de Californie, l'ancien président des États-Unis Theodore Roosevelt et 2 au candidat du Parti démocrate, le gouverneur du New Jersey Woodrow Wilson. 
En 1912, le système du "winner take all" n'existait pas encore en Californie et les électeurs votaient pour des grands électeurs individuels s'étant au préalable chacun engagé à voter pour un candidat à la présidence au Collège électoral. À l'issue du scrutin, les 13 candidats à la fonction de grands électeurs ayant récolté le plus de voix rejoignaient le Collège électoral, même s'ils ne s'étaient pas tous engagés à voter pour le même candidat à la présidence. Bien que Roosevelt soit le candidat du Parti progressiste au niveau national, en Californie et dans le Dakota du Sud, il obtient le soutien du Parti républicain de l'État, tandis que le président sortant et candidat républicain au niveau national, William Howard Taft, n'apparaît pas sur le bulletin de vote, bien que les électeurs aient, en Californie, contrairement au Dakota du Sud, la possibilité d'inscrire eux-mêmes son nom sur le bulletin.
Il s'agit à ce jour de la dernière élection présidentielle au cours de laquelle la Californie donne des grands électeurs à un candidat n'étant au niveau national investi ni par le Parti démocrate ni par le Parti républicain. 
Le candidat vainqueur de ce scrutin dans tout le pays sera Woodrow Wilson, qui occupera la présidence des États-Unis du 4 mars 1913 au 4 mars 1921, ayant été réélu en 1916. 